# Castillo de Stafford
El castillo de Stafford se encuentra a dos millas al oeste de Stafford, cerca de la carretera A518 Stafford-a-Newport, y se puede ver desde y hacia el este de la autopista M6. El edificio de piedra es un importante ejemplo temprano del siglo XIV con una torre del homenaje de estilo neogótico Keep. La estructura fue construida sobre los cimientos de su predecesor medieval e incorpora gran parte de la piedra original.